# قرص‌های آشکارساز

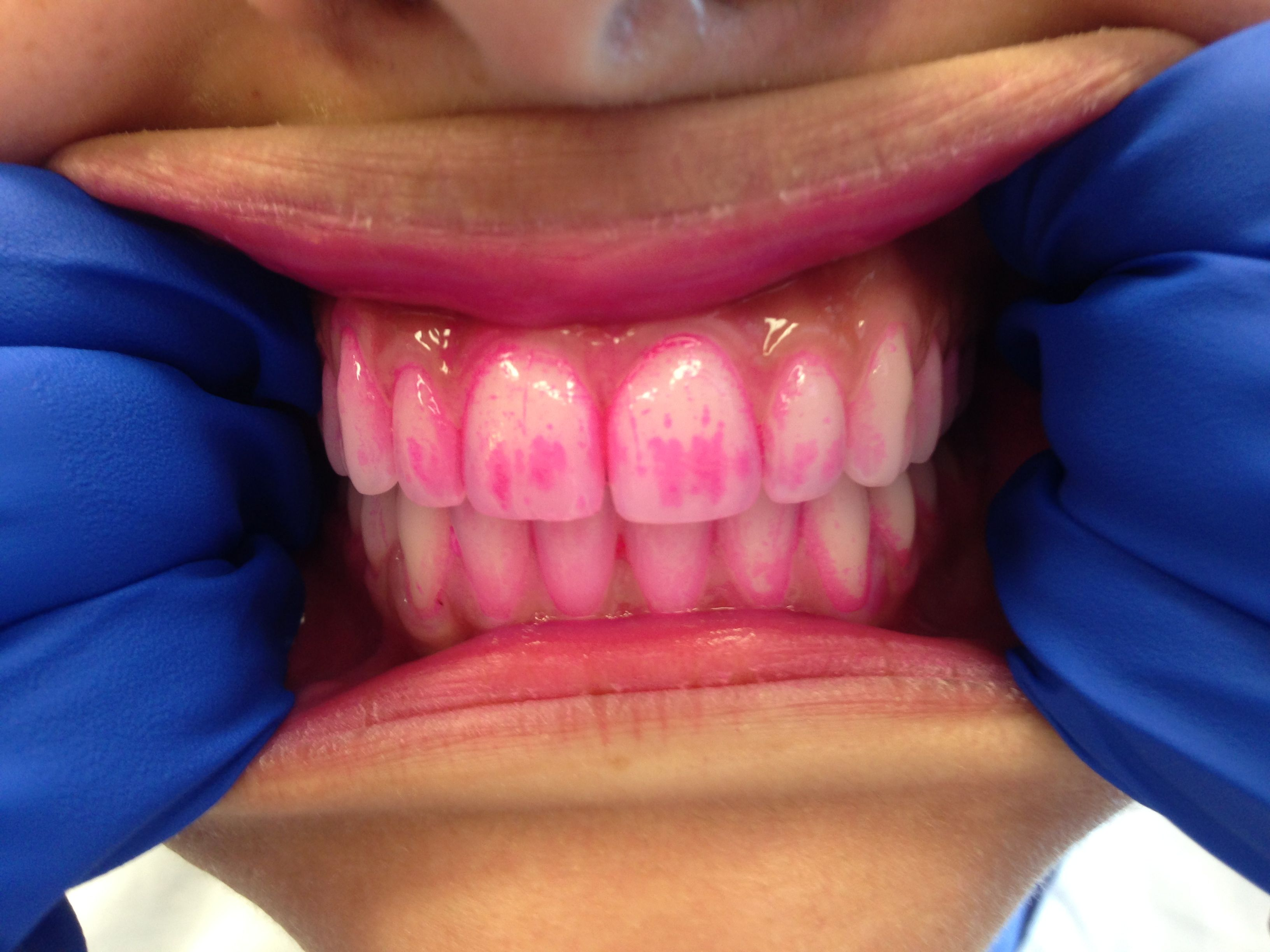
قرص آشکارساز پلاک تک رنگ

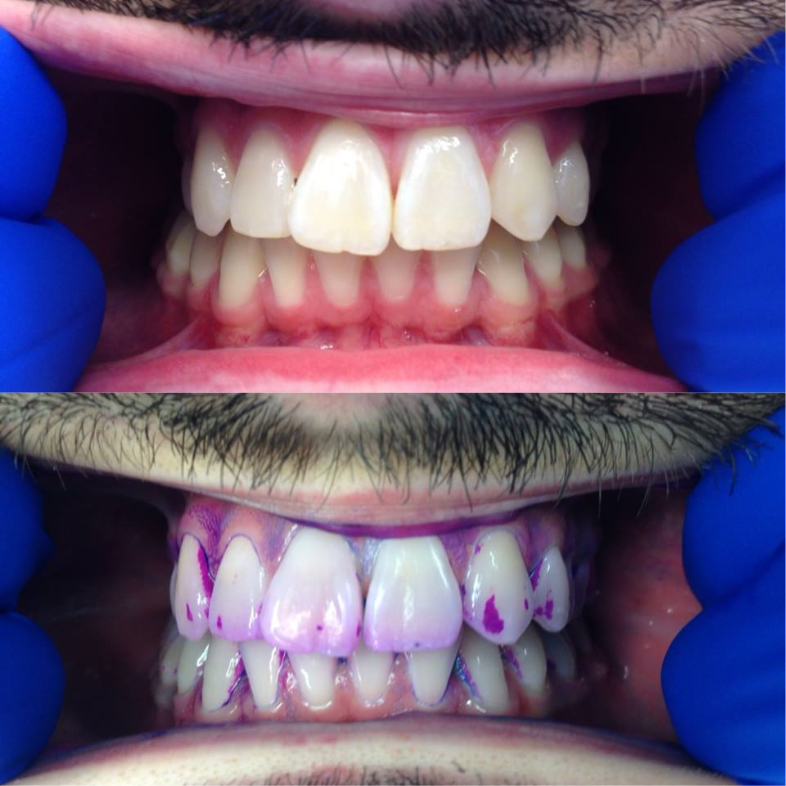
ژل آشکارساز پلاک سه رنگ - قبل و بعد

قرص‌های آشکارساز جرم دندان، قرص‌های جویدنی هستند که پلاک دندان را قابل مشاهده می‌کنند.
این قرص‌ها که در بسیاری از کشورها بدون نسخه فروخته می‌شوند، حاوی یک رنگ (معمولاً یک رنگ گیاهی، مانند فلوکسین B) هستند که پلاک را به رنگ روشن (معمولاً قرمز یا آبی) درمی‌آورند. پس از مسواک‌زدن، فرد یک قرص را می‌جود و دهان خود را شستشو می‌دهید. لکه‌های رنگی روی دندان‌ها، نواحی باقی‌مانده پلاک پس از مسواک‌زدن را نشان می‌دهند و بازخوردی برای بهبود تکنیک مسواک‌زدن ارائه می‌دهند. برای معاینه شخصی، ممکن است به یک آینه دندانپزشکی نیاز باشد.
انواع پیچیده‌تر عوامل آشکارساز پلاک حاوی چندین رنگ هستند که به‌طور انتخابی پلاک‌های با سنین مختلف را رنگ می‌کنند. در رایج‌ترین نوع، پلاک نابالغ به رنگ قرمز، پلاک بالغ به رنگ بنفش و پلاک اسیدی پاتولوژیک به رنگ آبی درمی‌آید. این به دلیل شستشوی پلاک نابالغ توسط رنگ آبی و تجزیه رنگ قرمز توسط اسید است. در واقع، رنگ قرمز پلاک جدید را نشان می‌دهد، در حالی که رنگ آبی پلاک قدیمی را نشان می‌دهد و رنگ بنفش/صورتی پلاک‌های قدیمی و جدید انباشته شده را که به هم چسبیده‌اند و باعث عفونت می‌شوند، نشان می‌دهد. قرص‌های آشکارساز معمولاً توسط افرادی که تحت درمان ارتودنسی هستند برای جلوگیری از تجمع پلاک در مناطقی که مسواک‌زدن آنها سخت‌تر است، استفاده می‌شوند.
اریتروسین نمونه‌ای از رنگی است که به عنوان «عامل آشکارساز پلاک دندان» کاربرد ثبت شده دارد.